# Bupranolol
Bupranolol é um bloqueador beta-adrenérgico não seletivo sem atividade simpatomimética intrínseca (ISA, do inglês intrinsic sympathomimetic activity), mas com uma forte atividade estabilizadora de membrana. Sua potência é semelhante ao propranolol.
Sua forma enantiomérica (+)-bupranolol interage diretamente com β-adrenorreceptores miocárdicos.